# Richard Limo
Richard Limo (Kenia, 18 de noviembre de 1980) es un atleta keniano, especialista en la prueba de 5000 m, en la que ha logrado ser campeón mundial en 2001.

## Carrera deportiva
En el Mundial de Edmonton 2001 ganó la medalla de oro en los 5000 metros, con un tiempo de 13:00.77 segundos, llegando a la meta por delante del etíope Million Wolde y de su compatriota el también keniano John Kibowen.